# Here and Now (album Nickelback)
Here and Now – siódmy studyjny album kanadyjskiej grupy muzycznej Nickelback. Album ukazał się 21 listopada 2011 roku, nakładem wytwórni fonograficznej Roadrunner.
26 września, zespół za pośrednictwem oficjalnej strony internetowej, udostępnił w formie darmowej dwa single – „Bottoms Up”, oraz „When We Stand Together” (znany również jako „We Must Stand Together”). Dzień później obie piosenki ukazały się w formie download na stronie iTunes.
Album w Polsce uzyskał status złotej płyty.
Brzmienie albumu jest opisywane jako m.in. hard rock, post grunge, pop rock i metal alternatywny.

## Lista utworów
| Nr. |  | Tytuł                    | Tekst        | Muzyka                                              | Długość |
| --- |  | ------------------------ | ------------ | --------------------------------------------------- | ------- |
| 1.  |  | „This Means War”         | Chad Kroeger | Chad Kroeger                                        | 3:20    |
| 2.  |  | „Bottoms Up”             | Chad Kroeger | Chad Kroeger / Mike Kroeger / Joey Moi              | 3:35    |
| 3.  |  | „When We Stand Together” | Chad Kroeger | Chad Kroeger / Ryan Peake / Mike Kroeger / Joey Moi | 3:10    |
| 4.  |  | „Midnight Queen”         | Chad Kroeger | Chad Kroeger / Ryan Peake / Joey Moi                | 3:14    |
| 5.  |  | „Gotta Get Me Some”      | Chad Kroeger | Chad Kroeger / Joey Moi                             | 3:39    |
| 6.  |  | „Lullaby”                | Chad Kroeger | Chad Kroeger                                        | 3:46    |
| 7.  |  | „Kiss it Goodbye”        | Chad Kroeger | Chad Kroeger / Mike Kroeger / Joey Moi              | 3:32    |
| 8.  |  | „Trying Not to Love You” | Chad Kroeger | Chad Kroeger / Ryan Peake                           | 4:11    |
| 9.  |  | „Holding on to Heaven”   | Chad Kroeger | Chad Kroeger / Mike Kroeger                         | 3:50    |
| 10. |  | „Everything I Wanna Do”  | Chad Kroeger | Chad Kroeger                                        | 3:26    |
| 11. |  | „Don't Ever Let it End”  | Chad Kroeger | Chad Kroeger                                        | 3:49    |
|     |  |                          |              |                                                     |         |

## Twórcy
Nickelback
- Chad Kroeger - śpiew, gitara prowadząca
- Ryan Peake - gitara rytmiczna, wokal wspierający
- Mike Kroeger - gitara basowa
- Daniel Adair - perkusja